# STS-122
STS-122 byla mise amerického raketoplánu Atlantis. Hlavním cílem této mise bylo dopravit k Mezinárodní vesmírné stanici (ISS) evropský výzkumný modul Columbus a vyměnit člena posádky stanice. Místo vracejícího se Daniela Taniho se novým členem Expedice 16 ISS stal Léopold Eyharts – francouzský astronaut (ESA).

## Posádka
- Stephen Frick (2) – velitel
- Alan G. Poindexter (1) – pilot
- Stanley Glen Love (1) – specialista mise
- Rex J. Walheim (2) – specialista mise
- Leland Devon Melvin (1) – specialista mise
- Hans Schlegel (2) – specialista mise – ESA

V závorkách je uvedený dosavadní počet letů do vesmíru včetně této mise.

### Nový člen posádky ISS (expedice 16)
- Léopold Eyharts (2) – letový inženýr ISS [1] – ESA

### Vracející se člen posádky ISS (expedice 16)
- Daniel M. Tani (2) – letový inženýr ISS

## Cíle mise

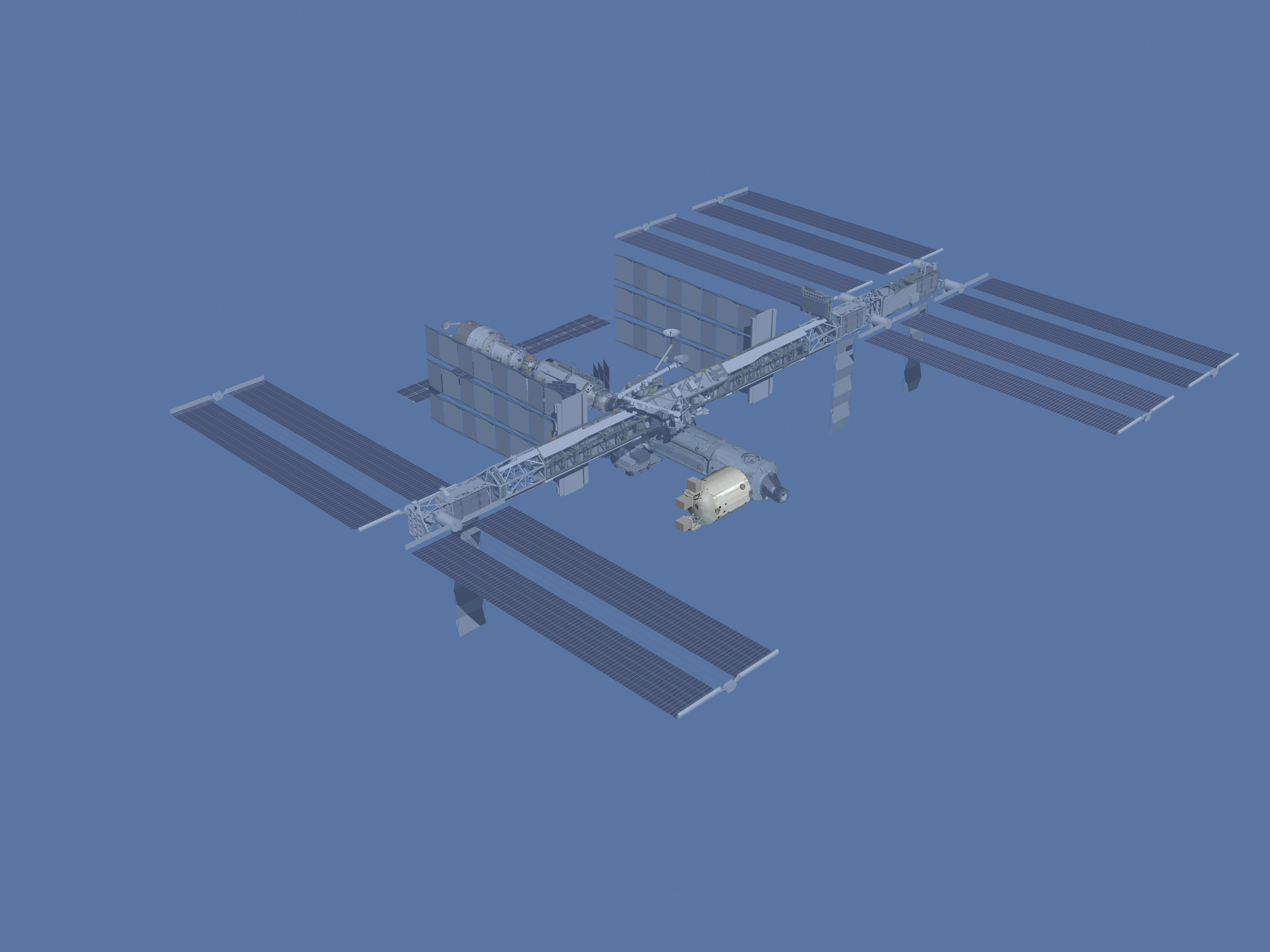
Ilustrace ISS po misi STS-122 s označenou laboratoří Columbus

STS-122 byla montážní mise k Mezinárodní vesmírné stanici označovaná 1E. Jejím hlavním cílem bylo dopravit ke stanici evropský laboratorní modul Columbus. Ten byl ve své základní konfiguraci vybaven skříňovými experimentálními moduly:
- Biolab – pro biologické pokusy
- Fluid Science Laboratory (FSL) – pro fyzikální pokusy
- European Drawer Rack (EDR) – podpora pro ostatní experimentální moduly
- European Physiology Modules (EPM) – pro lékařské výzkumy

STS-122 také dopravil ke stanici zařízení pro výzkum Slunce (Solar Monitoring Observatory – SOLAR) a multifunkční platformu (European Technology Exposure Facility – EuTEF). Tato zařízení byla namontována na vnější povrch laboratoře Columbus. Posádka raketoplánu přivezla zpět na Zemi porouchaný silový setrvačník CMG-3, který byl vyměněn při misi STS-118.

## Příprava na start

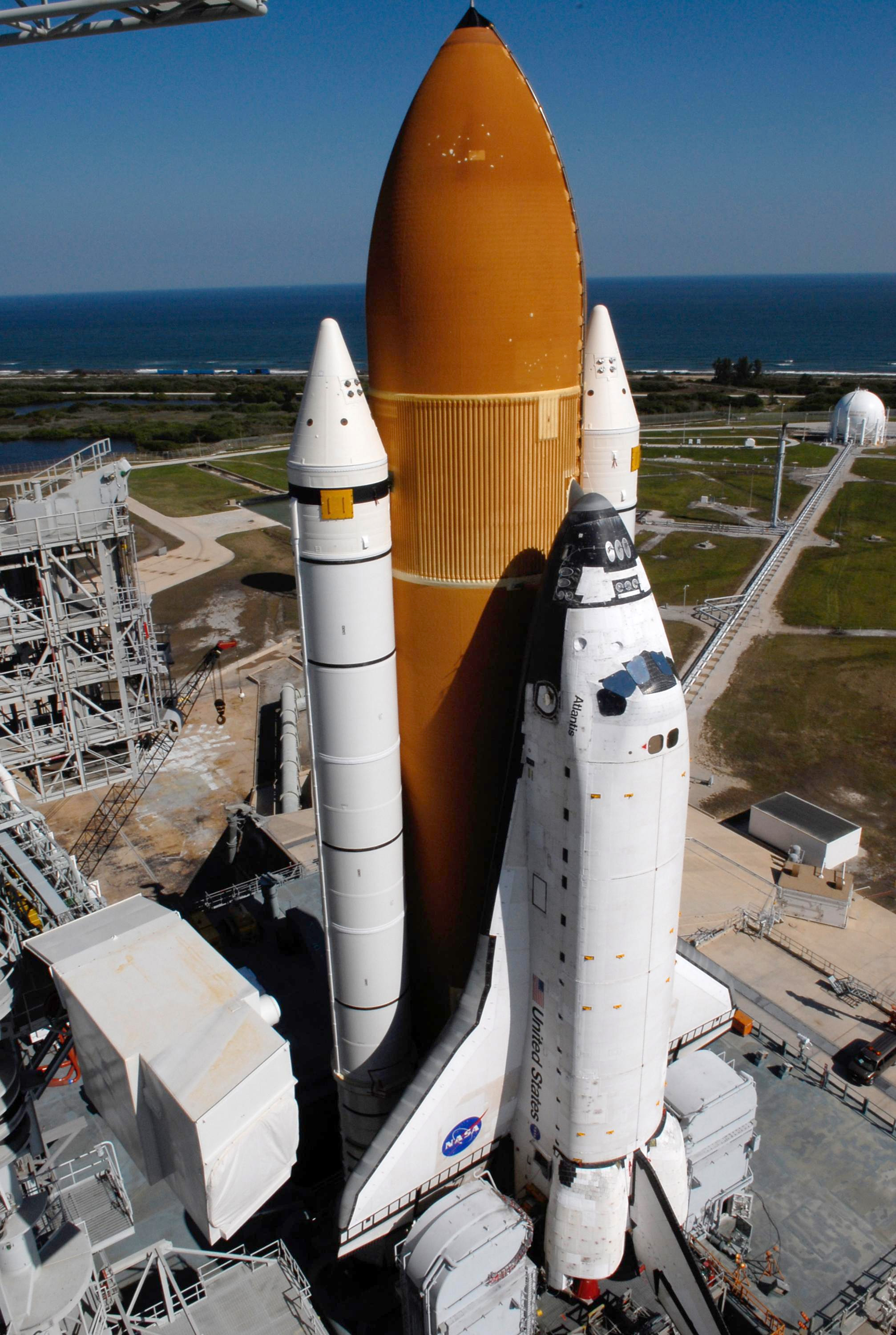
Atlantis dorazil na startovací rampu 39A 10. listopadu 2007

Externí palivová nádrž (ET-125) byla přivezena do Kennedyho vesmírného střediska 14. září 2007. Byla dopravena lodí z továrny Michoud Assembly Facility v Louisianě. Externí nádrž byla v montážní hale (VAB) podrobena zkouškám a 18. října byla připojena k pomocným raketovým motorům (SRB). S raketoplánem Atlantis byla sestava spojena 4. listopadu.
10. listopadu byl celý komplet na mobilním transportéru dopraven na startovací rampu 39A, kde byla do nákladového prostoru umístěna 12. listopadu laboratoř Columbus. Zkušební odpočítávání bylo úspěšně dokončeno 20. listopadu. 30. listopadu rozhodlo vedení NASA, že raketoplán Atlantis je připraven uskutečnit misi STS-122 s plánovaným termínem startu 6. prosince.
6. prosince 2007 byla, při čerpání kapalného vodíku do vnější palivové nádrže, zjištěna porucha čidel ECO (sledují stav hladiny kapalného vodíku v nádrži ET a v případě poruchy počítače raketoplánu určují správný okamžik vypnutí hlavních motorů) a start byl odložen na 7. prosince. Poruchu se nepodařilo odstranit a tak, po posunu startu nejdříve na 8. a poté na 9. prosince 2007, NASA rozhodla o odložení startu do nejméně 10. ledna 2008. Nové datum bylo stanoveno na 7. února 2008, kdy raketoplán skutečně odstartoval.

## Průběh letu

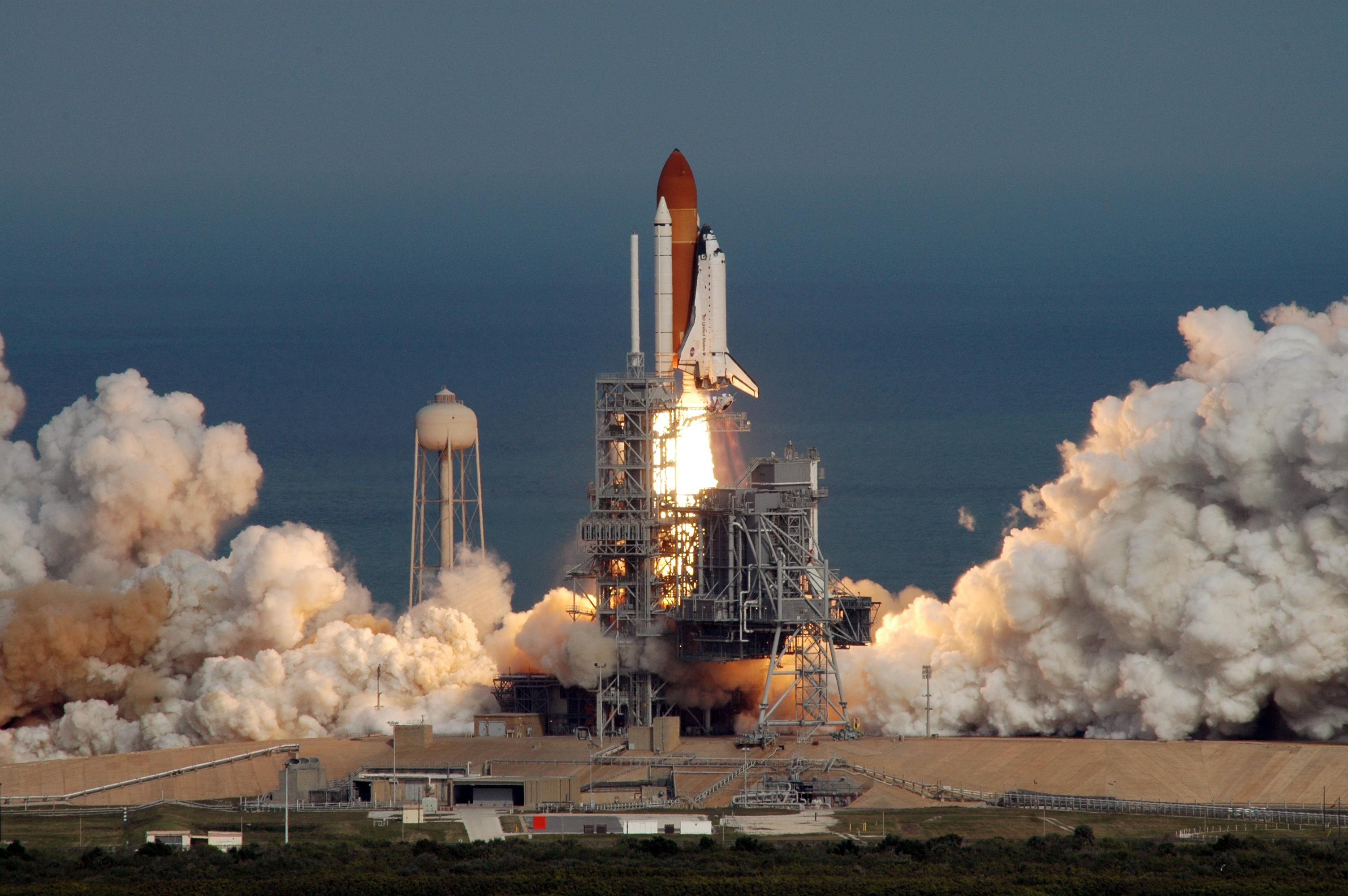
Start raketoplánu 7. února 2008

### Start a operace na oběžné dráze
Raketoplán úspěšně odstartoval 7. února v 19:45:30 UTC. O 2 minuty a 5 sekund později se ve výšce zhruba 50 km oddělily pomocné motory SRB. Přibližně 4 minuty po startu se raketoplán pohyboval ve výšce 100 km. V čase T +08:29 proběhlo vypnutí hlavních motorů raketoplánu SSME (manévr MECO) a v čase T+8:50 odhodil raketoplán nádrž ET. Na oběžnou dráhu byl Atlantis naveden v čase T+37:00.
Po dosažení oběžné dráhy posádka otevřela dveře nákladového prostoru, vysunula anténu pro komunikaci v Ku pásmu a zkontrolovala a zaktivovala robotický manipulátor RMS. Druhý den letu proběhla kontrola tepelného štítu raketoplánu manipulátorem RMS s nástavcem OBSS (Orbiter Boom Sensor System). Ráno 8. února byl proveden zážeh motorů OMS (Orbital Maneuvering System). Ten upravil oběžnou dráhu raketoplánu tak, aby se Atlantis přiblížil k Mezinárodní vesmírné stanici.
9. února se raketoplán dostal do vzdálenosti 20 km od stanice a zahájil závěrečný přibližovací manévr. Ještě před spojením obou kosmických těles proběhla kontrola tepelného štítu RPM (Rotation Pitch Maneuver), kdy posádka stanice snímá kamerami s vysokým rozlišením tepelný štít raketoplánu otáčejícího se kolem své osy. Při této kontrole bylo zjištěno, že došlo k odchlípnutí tepelné izolace pravobočního manévrovacího motoru OMS (Orbital Maneuvring System) podobně jako u mise STS-117. Technici v řídícím středisku zjišťovali, zda bude nutné odchlípnutou izolaci při některém z výstupů do vesmíru opravit.
Raketoplán se s Mezinárodní vesmírnou stanicí spojil v 17:17 UTC přes propojovací tunel PMA-2. Po přivítání obou posádek oznámilo řídící středisko, že se výstup do vesmíru EVA-1 odkládá o jeden den a že při výstupu nahradí Hanse Schlegela (který onemocněl) astronaut Stanley Love.
Další den – 10. února – se posádky věnovaly přípravě na následující kosmický výstup. Stanley Love si musel osvojit postupy, které měl při kosmické vycházce vykonávat. Pozornost byla také věnována poškozenému tepelnému štítu, kdy se získávaly informace pro vyhodnocení stupně poškození, zda se bude muset tepelná izolace opravit.

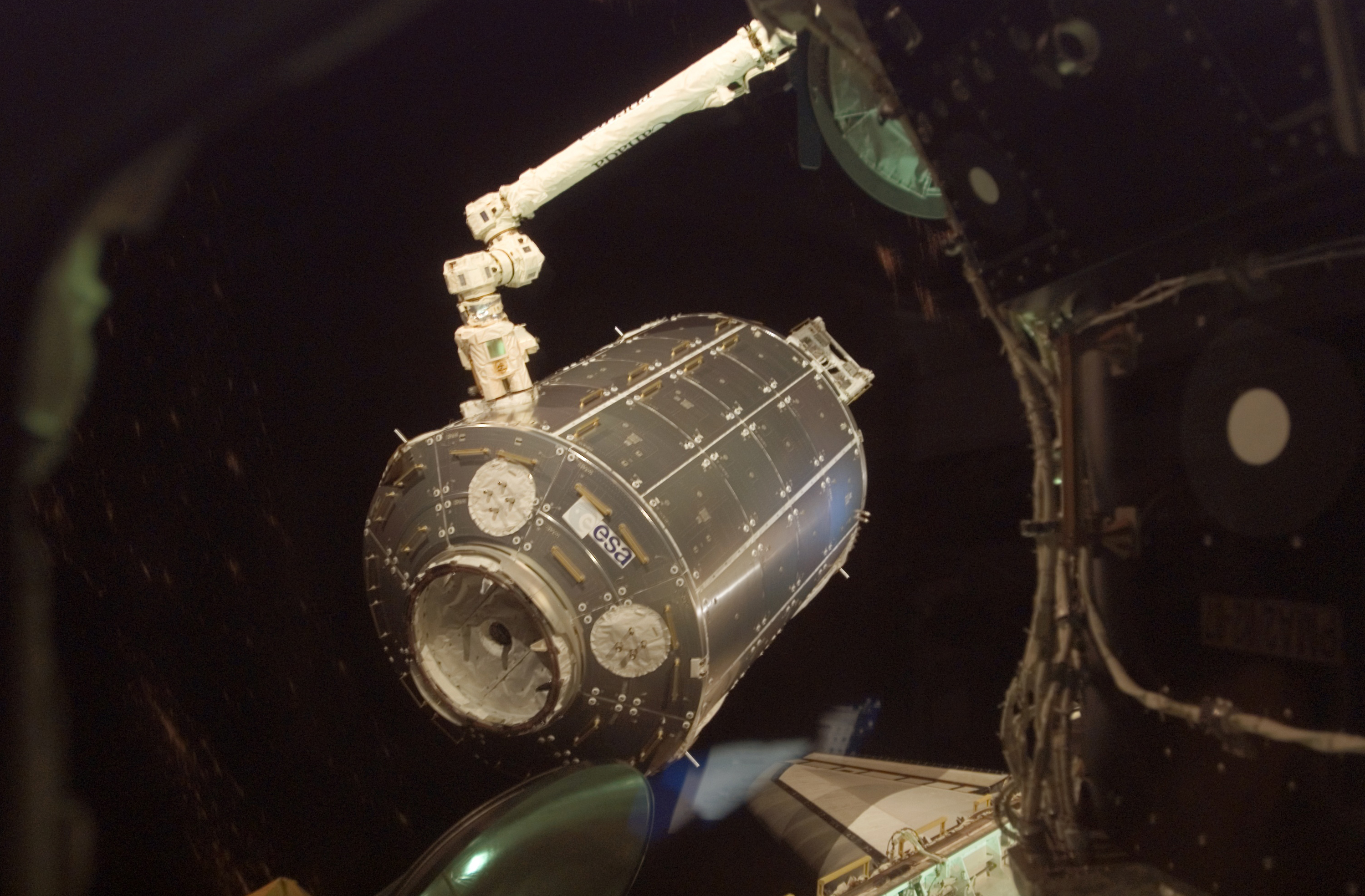
Instalace laboratoře Columbus

### EVA-1
První výstup do vesmíru byl zahájen 11. února ve 14:13 UTC. Hlavním úkolem tohoto výstupu bylo vyzvednout laboratoř Columbus z nákladového prostoru raketoplánu a připojit jej ke stanici. Astronauti nejdříve odpojili modul od elektrického vedení napájející vytápění laboratoře, namontovali na něj zařízení PDGF (Power Data Grapple Fixture) sloužící k připojení staničního manipulátoru SSRMS a sejmuli ochranné kryty. Columbus pak byl vyzvednut staničním manipulátorem a přenesen k bočnímu připojovacímu místu modulu Harmony. Tím se stala evropská laboratoř součástí Mezinárodní vesmírné stanice.
Dalším úkolem tohoto kosmického výstupu byla výměna nádrže s dusíkem NTA (Nitrogen Tank Assembly) za novou, kterou raketoplán Atlantis ke stanici přivezl. Astronautům se podařilo uvolnit šrouby poutající nádrž ke konstrukci P1, ale odpojení hadic a kabelů bylo z časových důvodů přesunuto na následující výstup do vesmíru EVA-2. Výstup EVA-1 trval 7 hodin a 58 minut.
12. února obě posádky zahájily práce na zjištění stavu a oživení laboratoře Columbus. Astronauti Schlegel a Eyharts, reprezentující Evropskou kosmickou agenturu (ESA), vstoupili do modulu jako první ve 14:08 UTC. Po odvětrání prostoru (kde by se mohly vyskytovat poletující drobné částice) byl modul napojen na rozvody vody, řízení teploty a na datové a monitorovací obvody. Odpoledne oznámil pozemní tým posádce raketoplánu, že oprava odchlípnuté tepelné izolace motoru OMS neproběhne, závada neohrozí raketoplán při přistání.

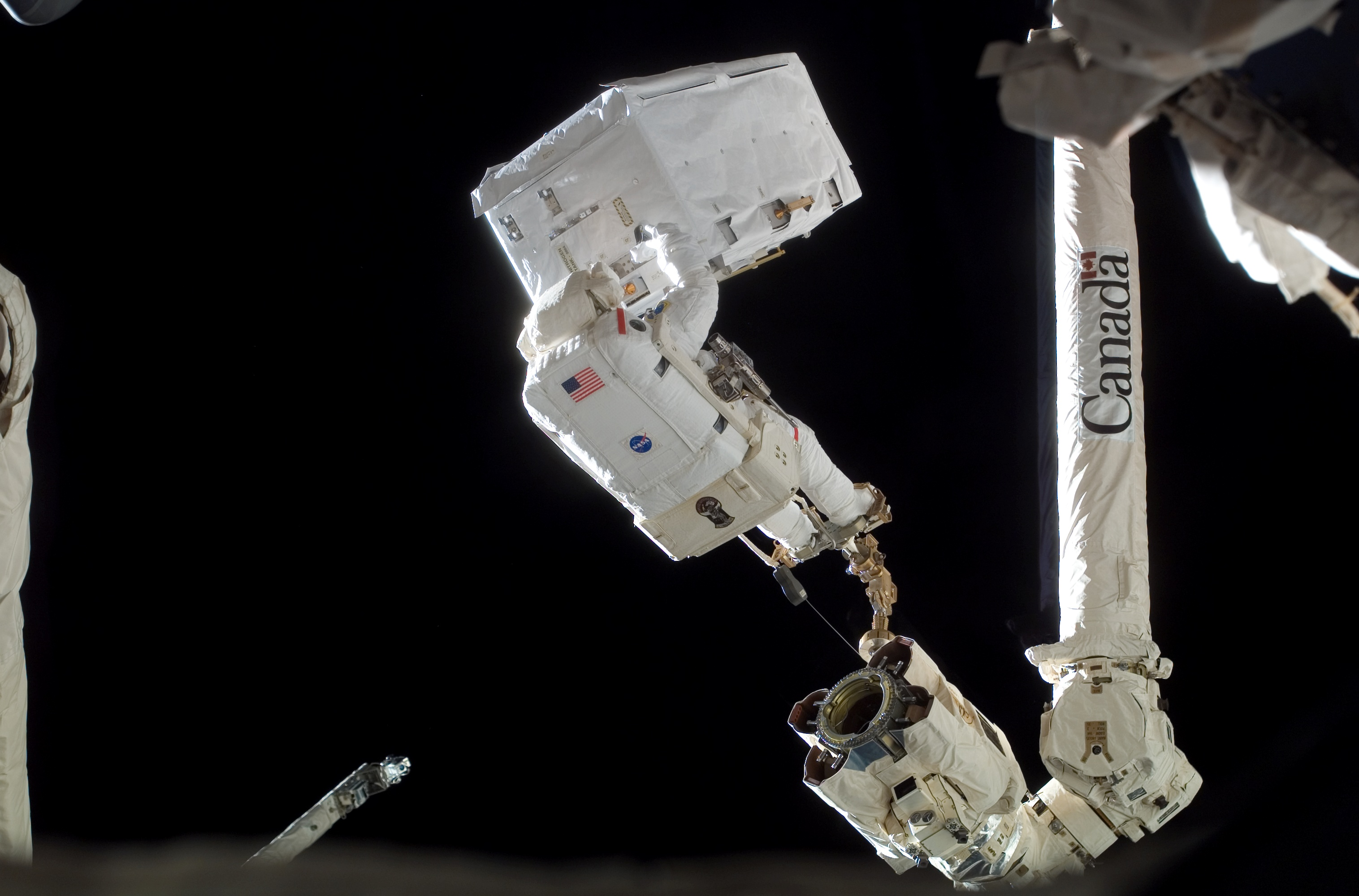
Rex Walheim přenáší dusíkovou nádrž

### EVA-2
Druhého výstupu se podle původního plánu s Rexem Walheimem zúčastnil i Hans Schlegel. Hlavním cílem výstupu bylo dokončení výměny dusíkové nádrže (NTA). Druhý kosmický výstup byl oficiálně zahájen 13. února ve 14:27 UTC a ukončen byl ve 21:12 UTC. Walheim a Schlegel odmontovali vyprázdněnou nádrž a z nákladového prostoru raketoplánu dopravili do příhradové konstrukce P1 novou plnou nádrž NTA. Schlegel namontoval na modul Columbus tepelné kryty a spolu s Walheimem ještě provedli kontrolu ochranných mikrometeoritických panelů. Některé byly uvolněné, tak je astronauti lépe upevnili. V závěru dne vedení NASA oznámilo, že se mise STS-122 prodlužuje o jeden den. Výstup trval 7 hodin a 25 minut.
Následující den byl určen jako odpočinkový. Posádky se po náročném uplynulém týdnu věnovaly jen drobným údržbářským činnostem, přenášely náklad z raketoplánu do stanice a pokračovaly v oživování laboratoře Columbus. Proběhly také přípravy na následující kosmický výstup.

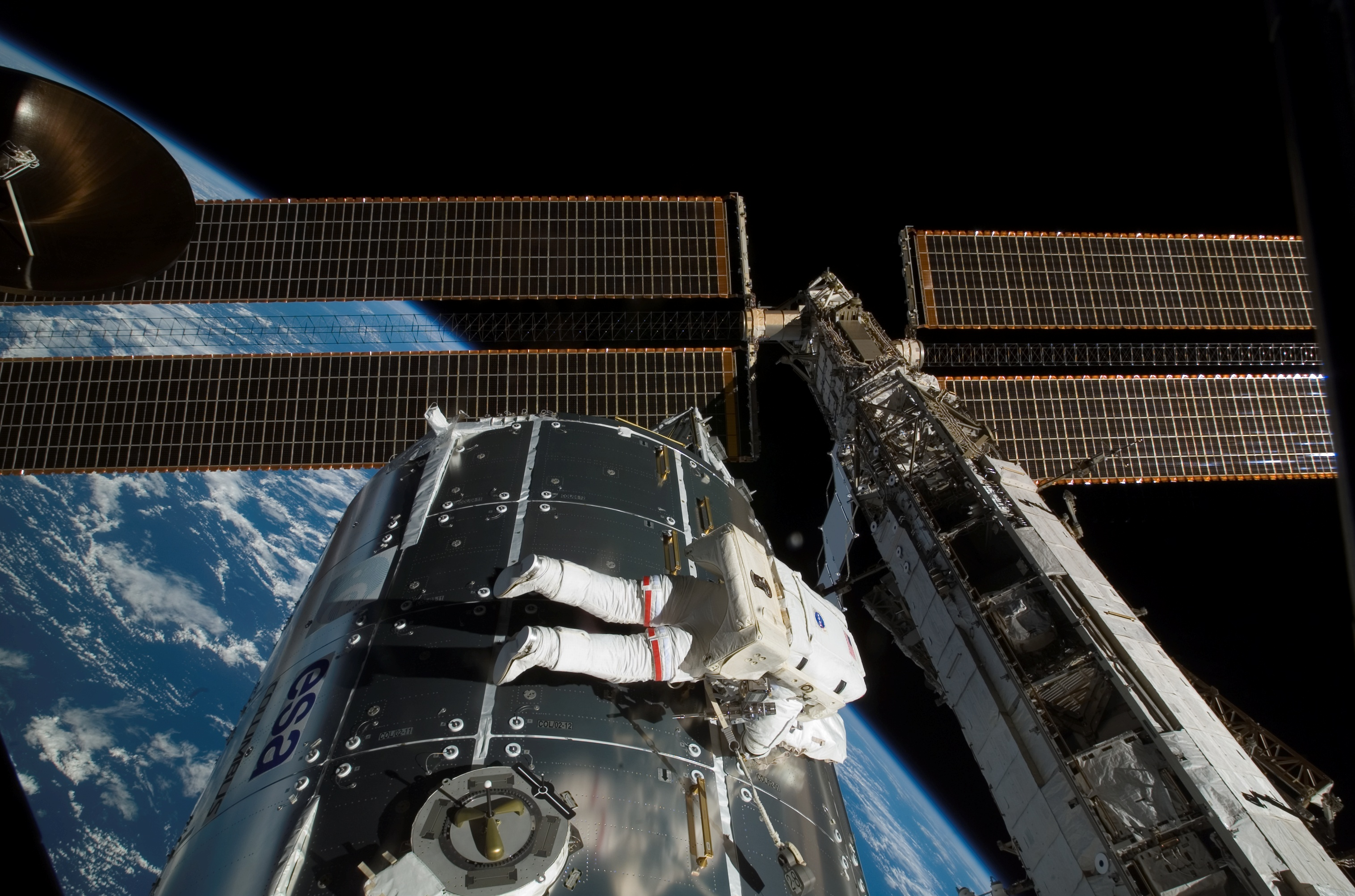
Astronaut Hans Schlegel pracuje na povrchu modulu Columbus

### EVA-3
15. února začal třetí výstup do kosmu. Astronauté měli namontovat na vnější povrch laboratoře Columbus zařízení pro výzkum Slunce Solar Monitoring Observatory (SMO/SOLAR), multifunkční platformu European Technology Exposure Facility (EuTEF) a měli naložit gyroskop GMC-3 do raketoplánu. Výstup byl zahájen ve 13:07 UTC a zúčastnili se ho astronauti Rex Walheim a Stanley Love. Walheim nejdříve namontoval na modul Columbus potřebné spoje, potom oba astronauti společnými silami demontovali zařízení SOLAR z nákladového prostoru raketoplánu a Love ho na staničním manipulátoru přenesl k modulu Columbus. Potom úspěšně připevnili SOLAR na venkovní platformu modulu Columbus. Vadný silový gyroskop CMG (Control Moment Gyroscope) byl odmontován z plošiny ESP-2 v blízkosti přechodové komory a Love ho přenesl k raketoplánu. V jeho nákladovém prostoru ho astronauti upevnili, čímž ho připravili na návrat na Zem. Dalším úkolem byl přenos a instalace zařízení EuTEF na modul Columbus. Také tato část výstupu proběhla bez problémů, proto se řídící středisko rozhodlo, že mimo plán mají astronauti zkontrolovat poškozené madlo u přechodové komory. Poškození objevil Love při prvním výstupu. Cílem inspekce bylo zjistit, jestli toto poškozené místo může poškodit vnější vrstvu rukavic. Podle prvních výsledků k narušování testovaných tkanin nedocházelo. Výstup skončil v čase 20:32 UTC a trval 7 hodin 25 minut, plán byl 6 hodin 30 minut.
16. února pokračovaly činnosti při aktivaci modulu Columbus, proběhla tisková konference a fotografování posádek. Pomocí manévrovacích motorů raketoplánu byla o 2,2 km zvýšena dráha Mezinárodní vesmírné stanice. 17. února 2008 posádky dokončily překládání nákladu mezi raketoplánem a stanicí, ukončilo se přečerpávání kyslíku a výsledky experimentů byly přeneseny na palubu raketoplánu. Kolem 17:15 UTC se posádky slavnostně rozloučily a v 18:03 UTC byly uzavřeny průlezy mezi raketoplánem a stanicí v rámci přípravy na odpojení. Následovala kontrola hermetičnosti vestibulu mezi raketoplánem a komplexem. Potom posádka raketoplánu Atlantis zahájila odpočinek.
K odpojení obou těles došlo 18. února v 9:24 UTC. Raketoplán absolvoval kontrolní oblet stanice a znovu kontrolu tepelného štítu manipulátorem RMS s nástavcem OBSS (Orbiter Boom Sensor System). Další den následovaly závěrečné testy raketoplánu před přistáním a úklid kabiny.

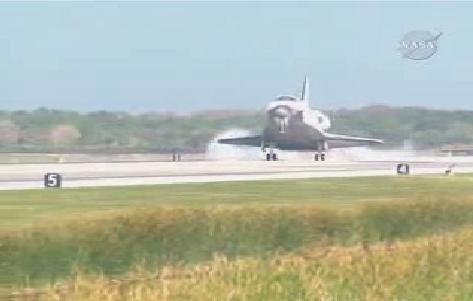
Přistání STS-122

### Přistání
20. února v 10:28 UTC uzavřela posádka dveře nákladového prostoru. Ve čase 12:32 dalo řídící středisko souhlas s provedením přistávacího manévru. V čase 13:00 byl zahájen brzdící manévr motory OMS (Orbital Maneuvering System). Raketoplán byl otočen do polohy pro vstup do atmosféry, z předních motorů FRCS (Forward Reaction Control System) byly vypuštěny pohonné hmoty. V čase 13:36 Atlantis vstoupil do hustějších vrstev atmosféry, později zahájil sérii otáček na snížení své rychlosti. V čase 14:07:10 UTC se přistávací dráhy dotkl zadní podvozek a po krátkém dojezdu se raketoplán zastavil.